# SMS Nymphe (1899)
Корабль его величества «Нимфе» — третий корабль из десяти кораблей класса «Газелле» построенных для имперского германского флота. В 1897 он был заложен на верфи «Germaniawerft» в Киле, спущен на воду в ноябре 1898, вошёл в состав Гохзеефлотте (флота открытого моря) в сентябре 1900. Был вооружён десятью 105-мм орудиями главного калибра и двумя 450-мм торпедными аппаратами. Развивал скорость до 21,5 узлов (39,8 км/ч). Корабль прослужил долгую бедную событиями службу, продлившуюся свыше 30 лет: служил и в составе Кайзерлихмарине (кайзеровского флота) и Рейхсмарине (флота Веймарской республики). В первые два года Первой мировой войны служил в качестве корабля береговой обороны, после чего был преобразован в плавучую казарму. В составе рейхсмарине вернулся к активной службе в 1924 и служил до 1929. В августе 1931 года был вычеркнут из состава флота и в следующем году продан на металл.

## Описание
«Нимфе» была заложена по контракту «А», корпус был заложен на верфи Germaniawerft в 1898. Спущена на воду 21 ноября 1899 года, после чего начались работы по достройке корабля. 20 сентября 1901 вошла в состав Флота открытого моря. Была 105,1 м длиной, 12,2м шириной, имела осадку в 4,11 м, водоизмещение в 3017 т при полной боевой загрузке. Двигательная установка состояла из  двух трёхцилиндровых машин производства AG-Germania, предназначенных для развития мощности в 8 тыс. лошадиных сил (6000 кВт), корабль развивал скорость в 21,5 узлов (39,8 км/ч). Пар для машины образовывался в десяти угольных водотрубных котлах военно-морского типа. Крейсер мог нести 500 тонн угля, что обеспечивало дальность плавания в 3570 морских миль (6610 км) на скорости в 10 узлов (19 км/ч). Экипаж крейсера состоял из 14 офицеров и 243 матросов.
Вооружение крейсера составляли десять 105 мм скорострельных орудий системы SK L/40 на одиночных опорах, Два орудия были размещены рядом на носу, шесть вдоль бортов по три на каждом борту и два бок о бок на корме. Общий боезапас оставлял 1000 выстрелов, по 100 выстрелов на орудие. Орудия имели прицельную дальность в 12 200 м. Также корабль вооружён двумя 450 мм торпедными аппаратами с пятью торпедами. Аппараты были установлены в корпусе судна по бортам под водой. Корабль был защищён бронированной палубой толщиной от 20 до 25 мм. Толщина стен рубки составляла 80 мм, орудия были защищены тонкими щитами 50 мм толщины.

## Служба
После ввода в строй в 1900 «Нимфе» служила в составе Гохзеефлотте в германских водах. Также служила учебным кораблём для кадетов. После начала первой мировой войны в августе 1914 и до 1916 служила кораблём береговой обороны. Затем была отстранена от активной службы и использовалась как плавучая казарма и учебное судное в Киле. Вошла в список шести крейсеров, которым было разрешено войти в состав новосозданного флота Веймарской республики согласно Версальскому договору. В 1924 корабль подвёргся серьёзной модернизации на Deutsche Werke в Вильгельмсхафене. Её нос был переделан в нос как у клипера, благодаря чему общая длина корабля увеличилась до 108, 7 м. Старые 105 мм орудия системы SK L/40 были заменены на более новые орудия системы SK L/45 на опорах по типу подводного флота. Были установлены два 500-мм торпедных аппарата. «Нимфе» прослужила в составе Рейхсмарине с 1924 по 1929 после чего второй раз снята со службы. 31 марта 1931 была официально вычеркнута из списков флота и 29 августа продана на металл за 61 тыс. 500 рейхсмарок. На следующий год была разобрана на металл в Гамбурге. Экипаж и функции «Нимфе», унаследовал крейсер Рейхсмарине «Кенигсберг» ставший новым флагманом Балтийской станции и разведывательных сил флота.